# Augustinus Callier
Augustinus Callier (Vlissingen, 29 mei 1849 – Haarlem, 28 april 1928) was bisschop van het bisdom Haarlem in de periode 1903–1928.
Na zijn opleiding aan de bisschoppelijke seminaries Hageveld en Warmond werd Callier in 1872 tot priester gewijd. Hij was achtereenvolgens kapelaan, leraar klassieke talen, vicaris-generaal van het bisdom Haarlem en uiteindelijk van 1903 tot zijn dood bisschop van Haarlem. In zijn vijfentwintig jaar als bisschop toonde hij zich een geduchte, meer dan een beminde bestuurder. Zijn wapenspreuk luidde: In fide nihil haesitans (Niet aarzelen in geloofszaken), een citaat uit Jacobus 1: 6.
In zijn tijd als vicaris-generaal was hij bouwheer van de nieuwe kathedraal aan de Leidsevaart, gebouwd vanaf 1895.